# 东方壹周
《东方壹周》，是中华人民共和国出版的一个期刊，后停刊。

## 历史
创刊于2011年7月，由财讯传媒集团创办。由《体育画报》出品人庄鉴韬担任主编。2013年3月，该杂志停刊。